# Dan Karabin
Dan Karabin est un lutteur tchécoslovaque spécialiste de la lutte libre né le 18 février 1955 à Nitra.

## Biographie
Dan Karabin participe aux Jeux olympiques d'été de 1980 à Moscou dans la catégorie des poids welters et remporte la médaille de bronze.